# 심흥선
심흥선(沈興善, 1925년 1월 18일 ~ 1978년 9월 19일)은 대한민국의 군인, 공무원으로, 합참의장, 공보부 장관, 총무처 장관 등을 지냈다.

## 생애
- 1952년 : 육군 포병학교 교장[6]
- 1956년 ~ 1958년 : 육군 제9사단장(육군 준장)[5]
- 1958년 ~ 1960년 5월 29일 : 육군 병기기지 사령관(육군 준장)[7]
- 1960년 5월 30일 : 육군 헌병감(육군 준장)[7]
- 1961년 1월 21일 : 육군 소장으로 승진하였다.[8]
- 1961년 5월 16일 : 박정희와 함께, 5.16 군사 정변을 일으켰다.[9]
- 1961년 5월 20일 ~ 1961년 7월 6일 : 초대 공보부 장관[10]
- 1961년 7월 : 육군참모본부 관리참모부장(육군 소장)[11]
- 1965년 2월 26일 : 제1군단장(육군 소장)[12]
- 1966년 : 제3군단장(육군 소장)[13]
- 1967년 1월 : 육군 중장으로 승진하였다.[14]
- 1967년 1월 7일 : 합동참모본부 본부장(육군 중장)[15]
- 1968년 1월 : 초대 대간첩대책본부 본부장(육군 중장) 겸임[16][17][6]
- 1968년 8월 7일 : 육군참모차장(육군 중장)[18]
- 1969년 5월 3일 ~ 1970년 7월 27일 : 제21대 육군사관학교 교장(육군 중장)[19]
- 1970년 8월 6일 ~ 1972년 6월 : 육군 대장으로 승진함과 동시에, 제12대 합참의장에 임명되었다.[2][6]
- 1972년 8월 23일 : 주 스페인 대사관 대사에 임명되었다.[20]
- 1973년 12월 3일 ~ 1977년 12월 19일 : 제15대 총무처 장관[5][21]
- 1978년 9월 19일 : 서울특별시 중구 명동 성모병원에서 지병(폐암)으로 사망[22][4]
- 1978년 9월 21일 : 서울특별시 동작구 동작동 국립묘지 현충원 장군 제2묘역에 안장됨.[22]

## 학력
- 1942년 : 경기도 개성 송도 고등학교 졸업[6]
- 1946년 : 제2기 육군사관학교 졸업[5]
- 1947년 : 조선경비보병학교 졸업
- 1948년 : 통위부 보병학교 졸업
- 1949년 : 육군보병학교 졸업
- 1950년 : 육군포병학교 졸업
- 1954년 ~ 1955년 : 미국육군참모대학교 학사[5]
- 1959년 : 국방대학원 수료[2]

## 상훈
- 1970년 10월 1일 1등 보국(保國) 훈장[23]

## 업적
- 국군의 현대화와 향토 방위의 기틀을 마련한 주역이었다.[6]
- 총무처 장관 시절, 과천 제2정부 종합 청사 신축을 주도하고, 총괄 감독하였다.[24][25][26][27]

## 묘소
- 서울특별시 동작구 동작동 국립묘지 현충원 장군 제2묘역에, 심흥선(沈興善) 장관이 안장되어 있다.[22]

## 같이 보기
- 심의환
- 심우영
- 심상명
- 심대평
- 심명필
- 심승섭
- 심언봉
- 심일